# San Leonardo (Milano)
San Leonardo è un quartiere di Milano, facente parte del Municipio 8 e del NIL n. 65, denominato: “Q.re Gallaratese, Q.re San Leonardo, Lampugnano”.
È stato comune autonomo fino al 1757.

## Il quartiere
Il quartiere, servito dall'omonima stazione della metropolitana, costituisce oggi la parte più settentrionale del progetto di edilizia popolare degli anni Sessanta noto come quartiere Gallaratese, di cui condivide l'aspetto urbanistico.
Prende il nome probabilmente dalla chiesa di San Leonardo in Prato Isano, anticamente nella pieve di Trenno, nominata per la prima volta nel testamento di Alberico de Ferrari del 1142 e scomparsa certamente prima del XVIII secolo. La chiesa possedeva una canonica ed era officiata da chierici regolari agostiniani.
Anticamente tuttavia, l'area ospitava una cascina che già nel Rinascimento si era data un ordinamento comunale autonomo, con meno di un centinaio di abitanti. Fu nel 1757 che, nell'ambito della sua riforma amministrativa della Lombardia, l'imperatrice Maria Teresa unì l'abitato al comune di Trenno.